# مسجد شاوك دكا
مسجد شاوك دكا هو مسجد في دكا عاصمة بنغلاديش، يقع في منطقة سوق شوك في البلدة القديمة من العاصمة دكا إلى الجنوب من مركز المدينة الحالي، تم بناء المسجد في عام 1676 من قبل صبحدار شايستا خان، ويطلق على المسجد اسم مسجد شاهي  نسبة لمؤسس المسجد صبحدار شايستا خان، تم بناء المسجد فوق منصة مرتفعة، وكان للمسجد ثلاث قبب اعالي سقفه، وقد تحول الآن إلى بناء متعدد الطوابق، وقد خسر اليوم تصميم المبنى الأصلي أكثر شكله بسبب التجديدات والتوسعات التي شهدها .

## التصميم
تحتل المنصة الواقعة في النصف الغربي مساحة كبيرة من المسجد بارتفاع 3.05 متر عالية، في حين يبلغ طول المسجد من الشمال إلى الجنوب 28.65 متر وعرض 24.38 متر من الشرق إلى الغرب، يتوسط المبنى الأصلي ثلاث قباب، بما في أبراج وأعمدة المسجد مثمنة الشكل تتموضع في الزوايا الأربع الخارجية، في الجهة المقابلة للمدخل الشرقي هناك ثلاثة محاريب داخل الحائط الغربي للمسجد، وكلها أعيد تشكيلها الآن، المحراب المركزي لا يزال لديه تجويف شبه مثمن، في حين نظيراته الأخرى هي مستطيلة الشكل في التصميم، وقد غطيت أرضية المسجدالان بالرخام، تم تقسيم المناطق الداخلية في المسجد إلى ثلاثة خلجان، المركزي مربع والجانبية مستطيلة الشكل، غطيت هذه الخلجان بالقباب، المركزي يجري أكثر من نظيراته الأخرى، يمكن استخلاص ذلك من البنيان الحديث لغرفة الصلاة حيث ظلت القبة المركزية أكبر.

## التاريخ
تم اكتمال البناء بتاريخ 1676 كما لوحظ من خلال نقش باللغة الفارسية وجد على مدخل المسجد، سمات النقش في المسجد تعود إلى صبحدار شايستا خان، والمعروف حتى الآن هو أن مسجد أقرب مسجد شاوك دكا أقدم مسجد مؤرخ في تاريخ العمارة الإسلامية في ولاية البنغال مبنية على منصة عالية، تم تصميم المسجد على الأغلب من فن توغلغ المعماري، ومن أهم المساجد التي بنيت بتصميم هذا الفن هو مسجد كيركي أو جامع كالان دلهي، وقد تأثر المسجد ببناء بعض المساجد في مرشد أباد ودكا.

## الصور

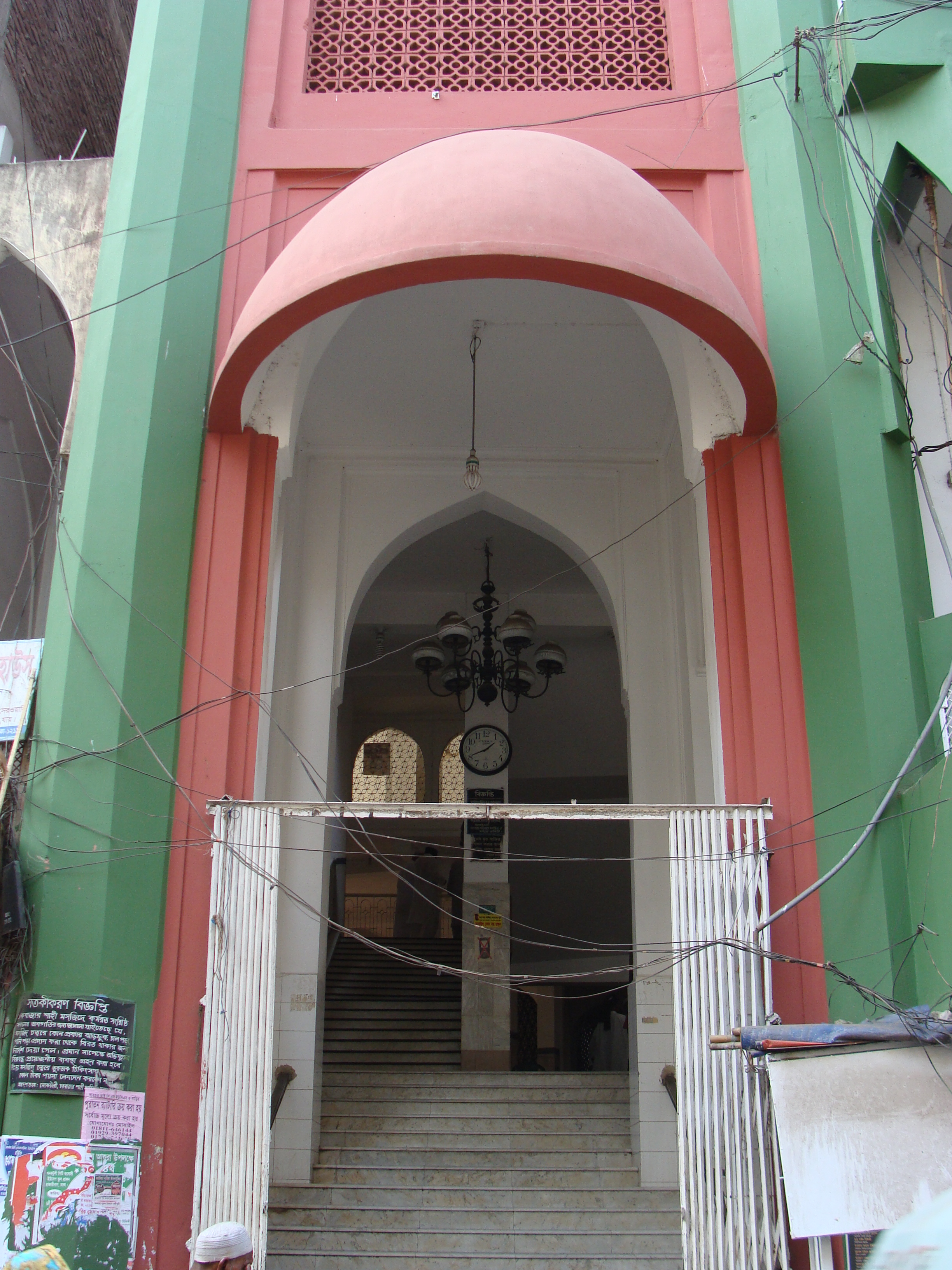
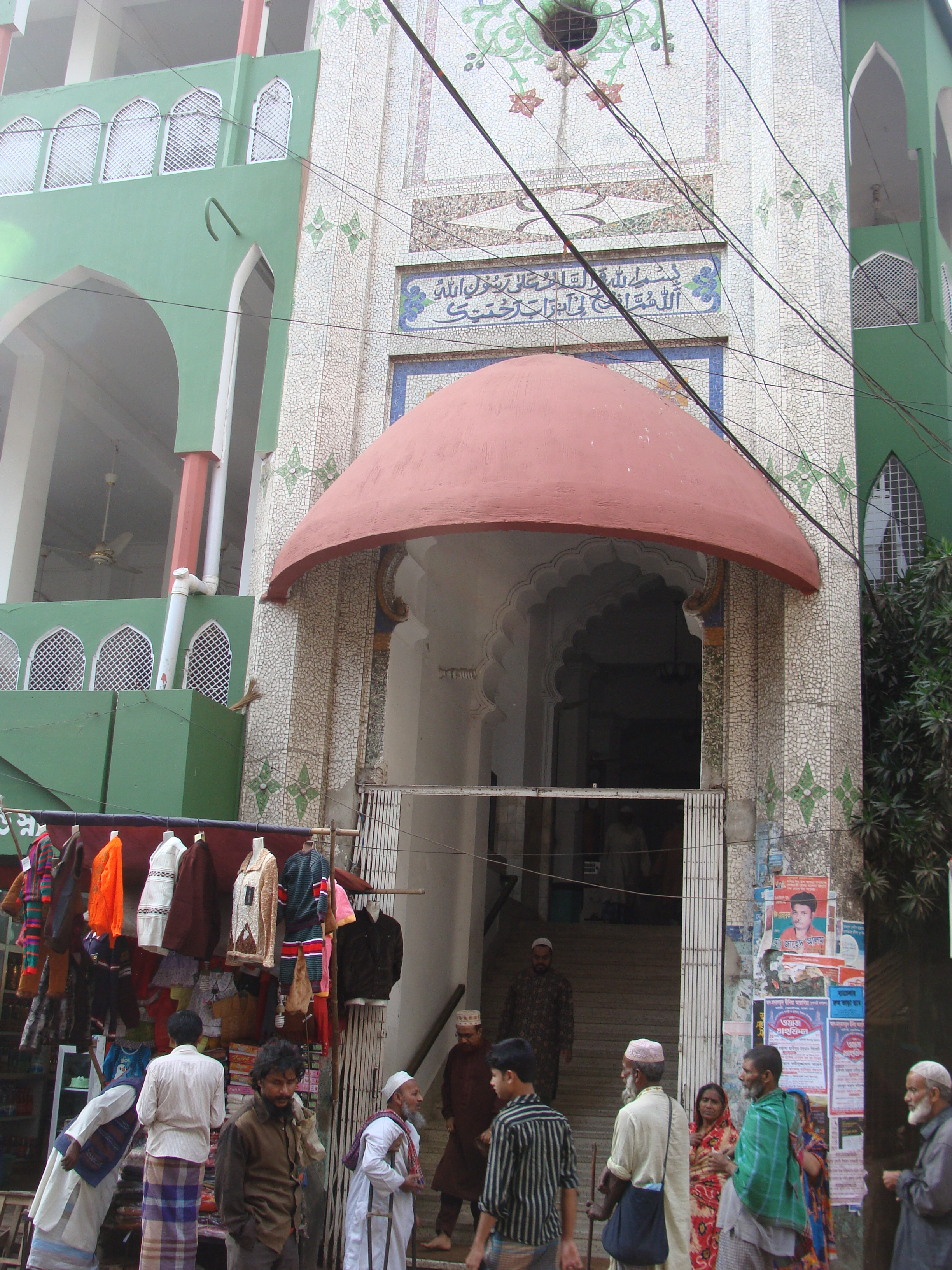
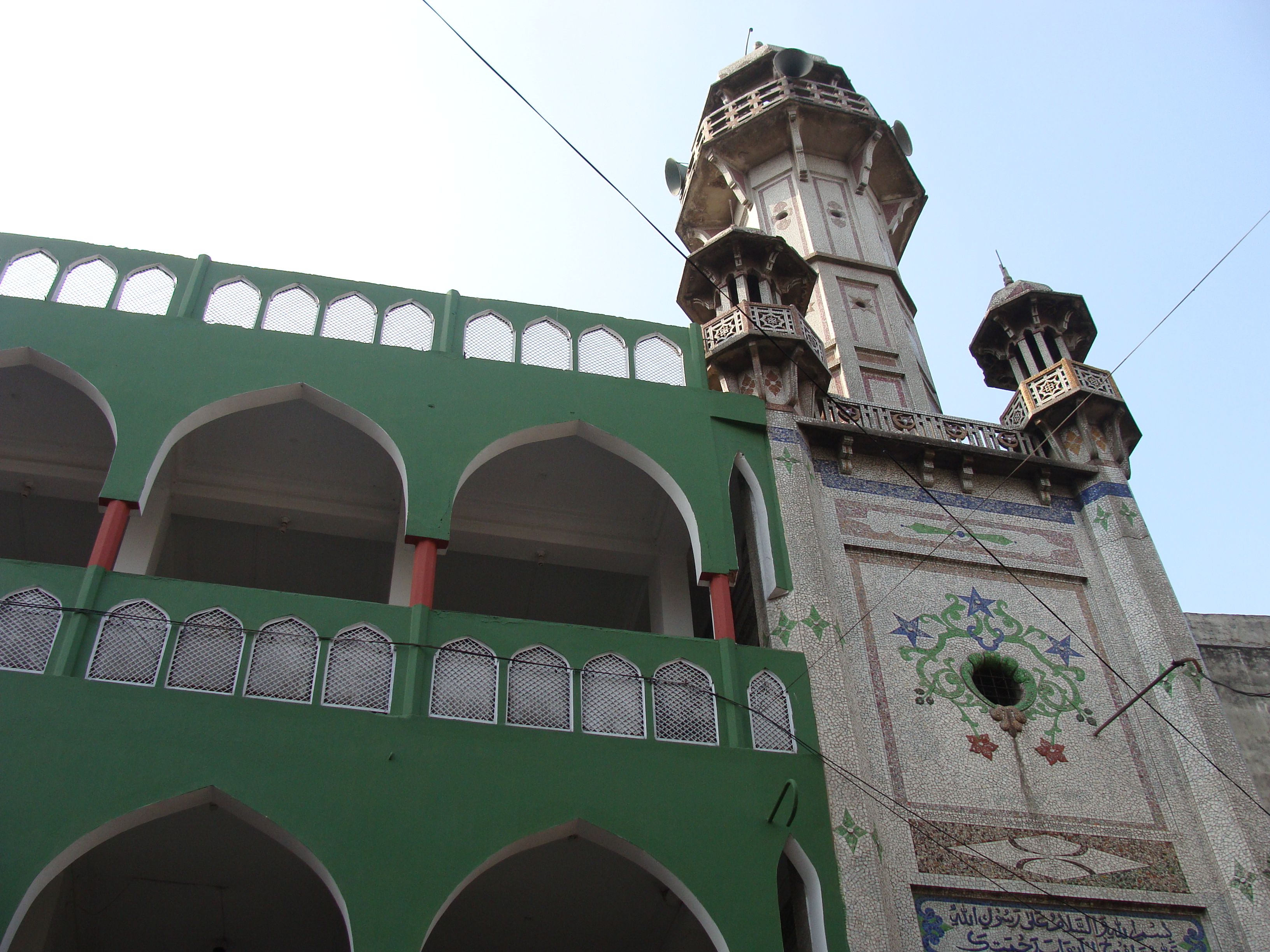
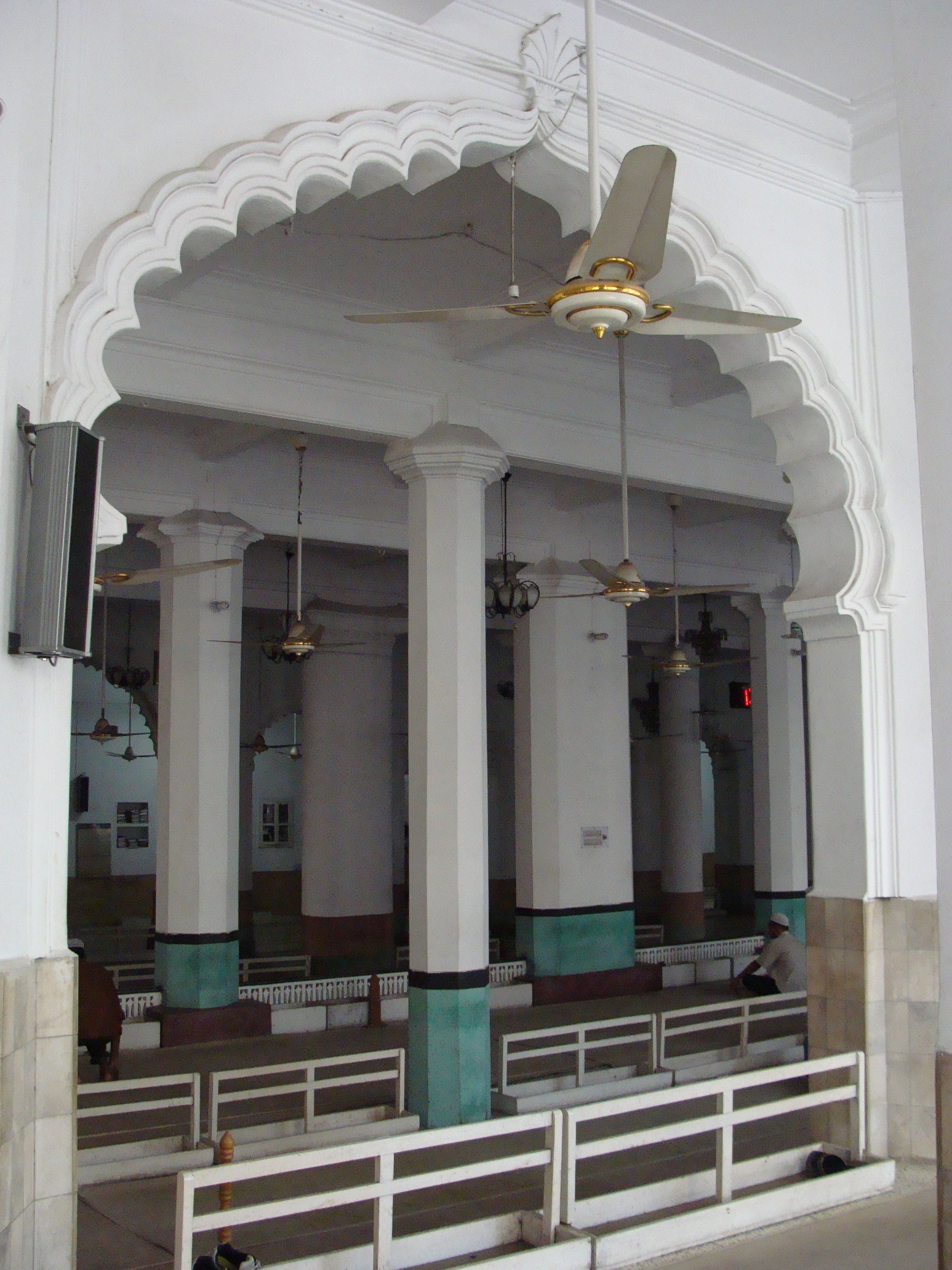
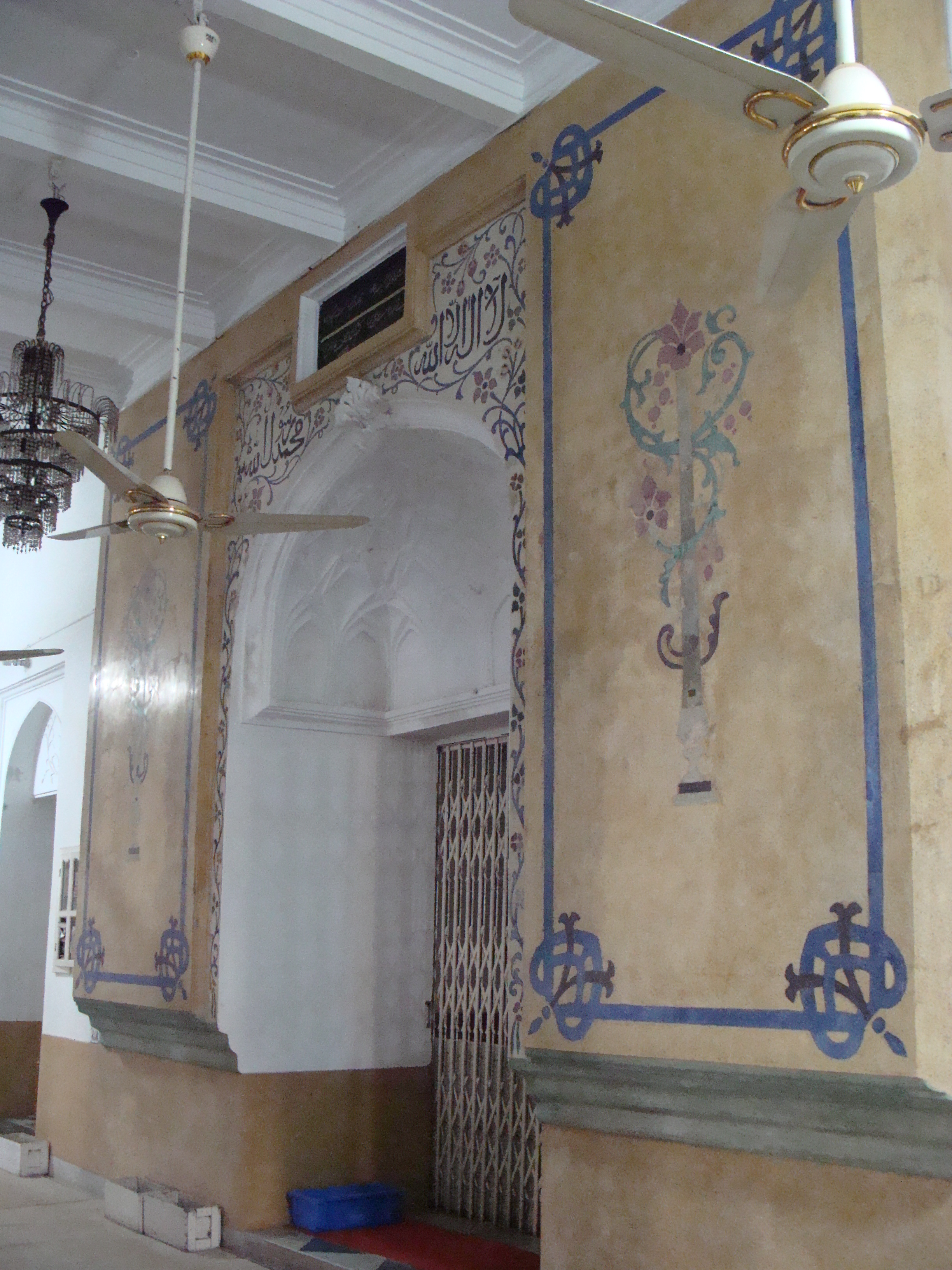
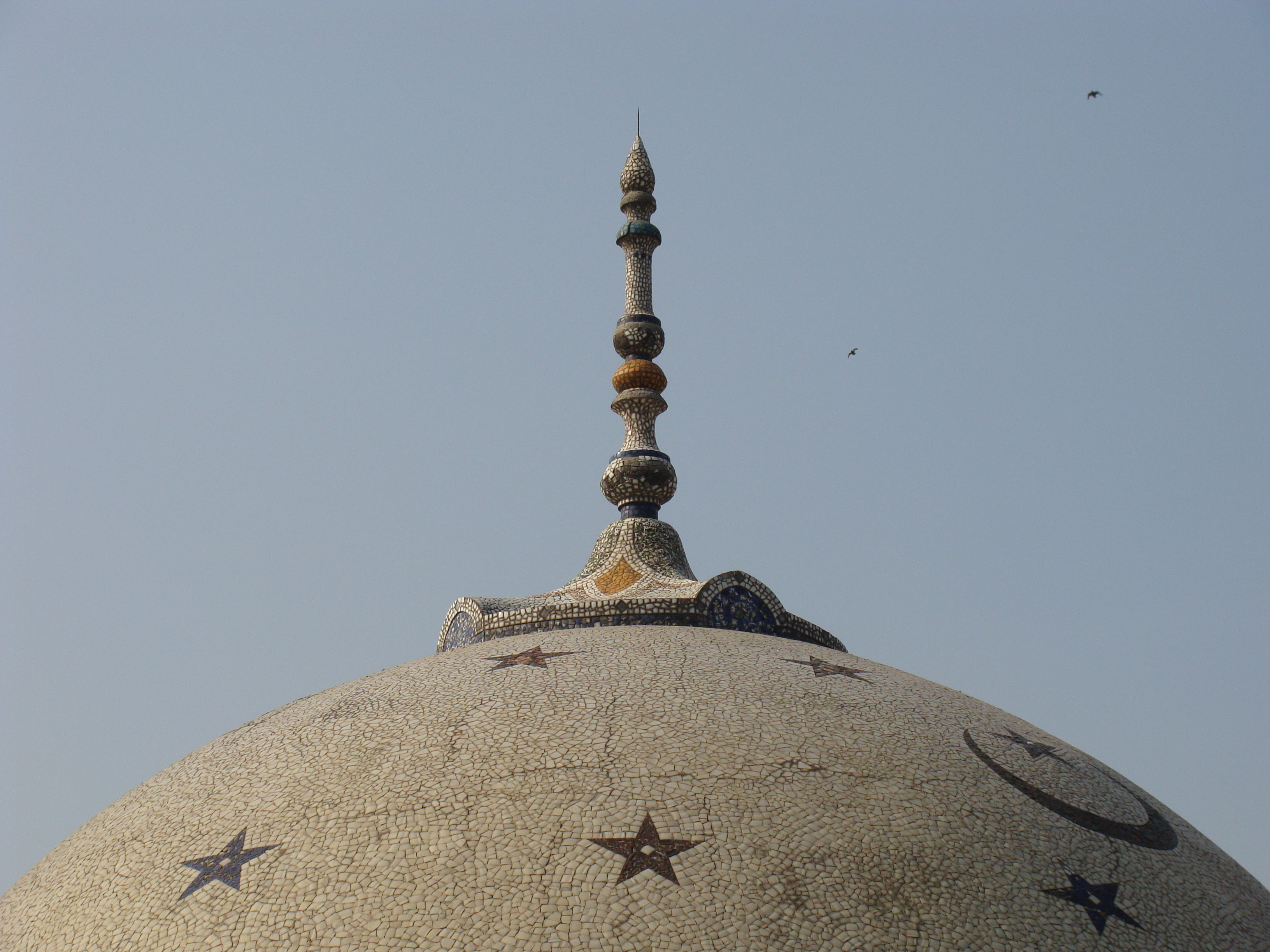
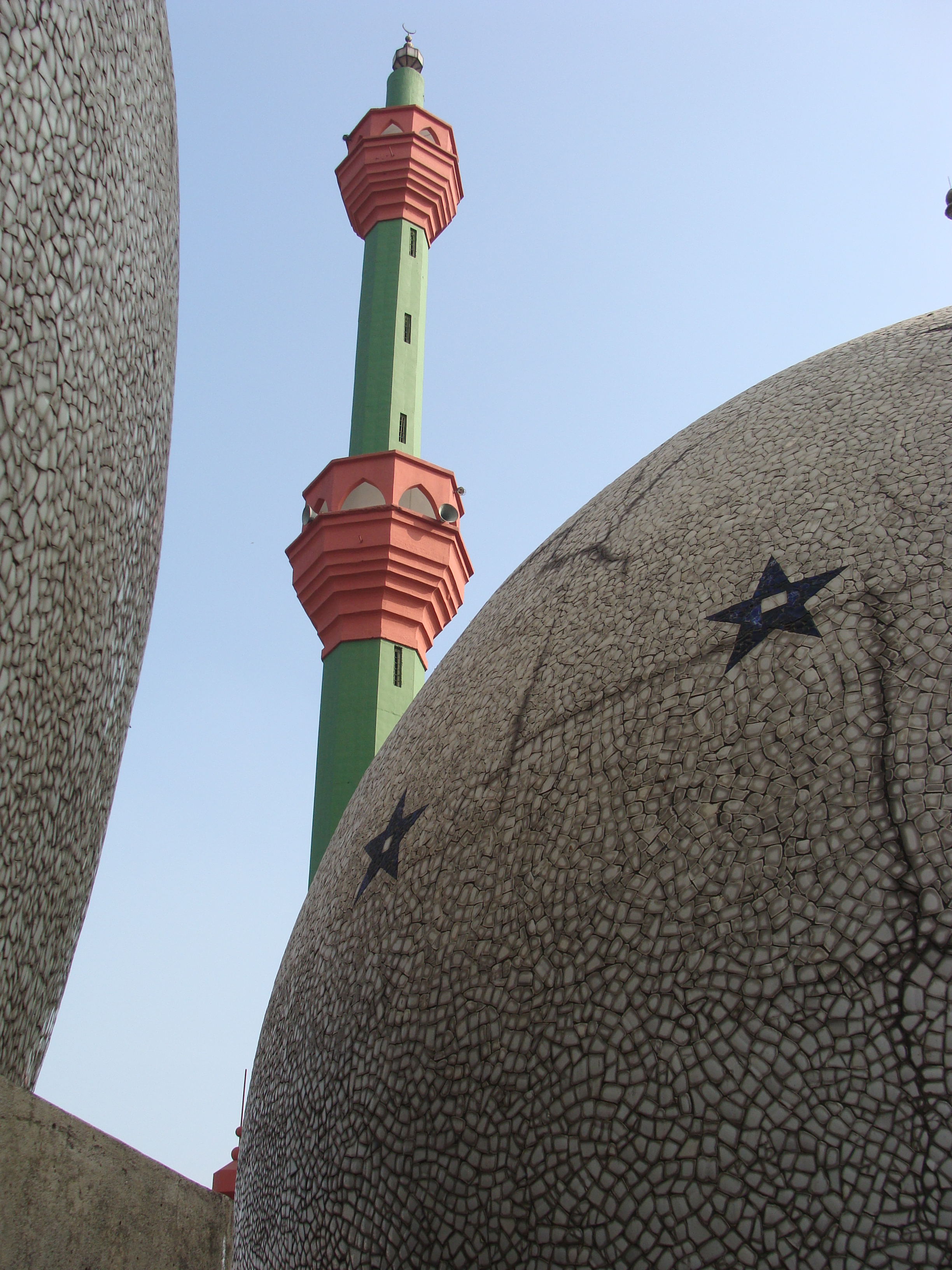
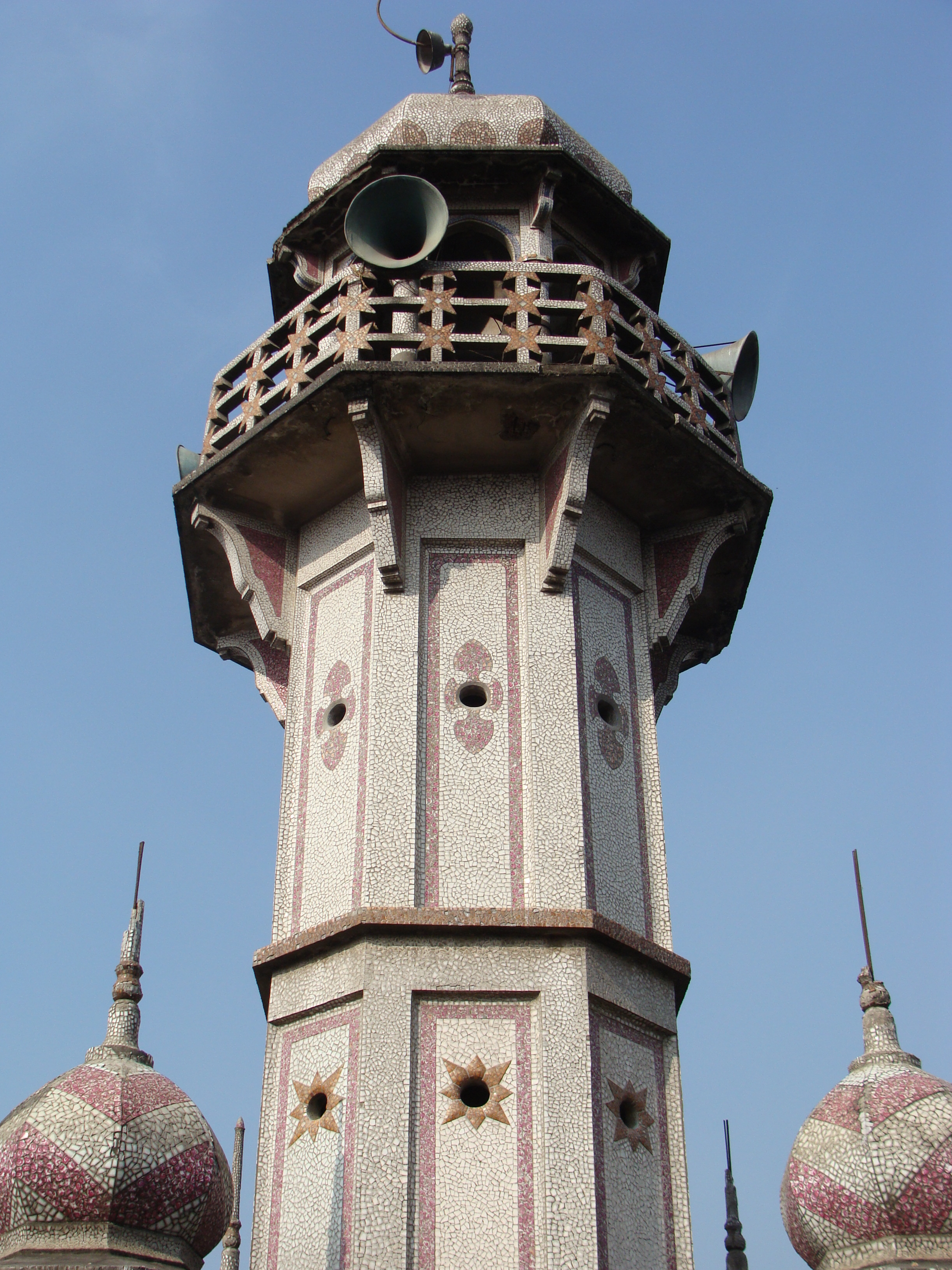
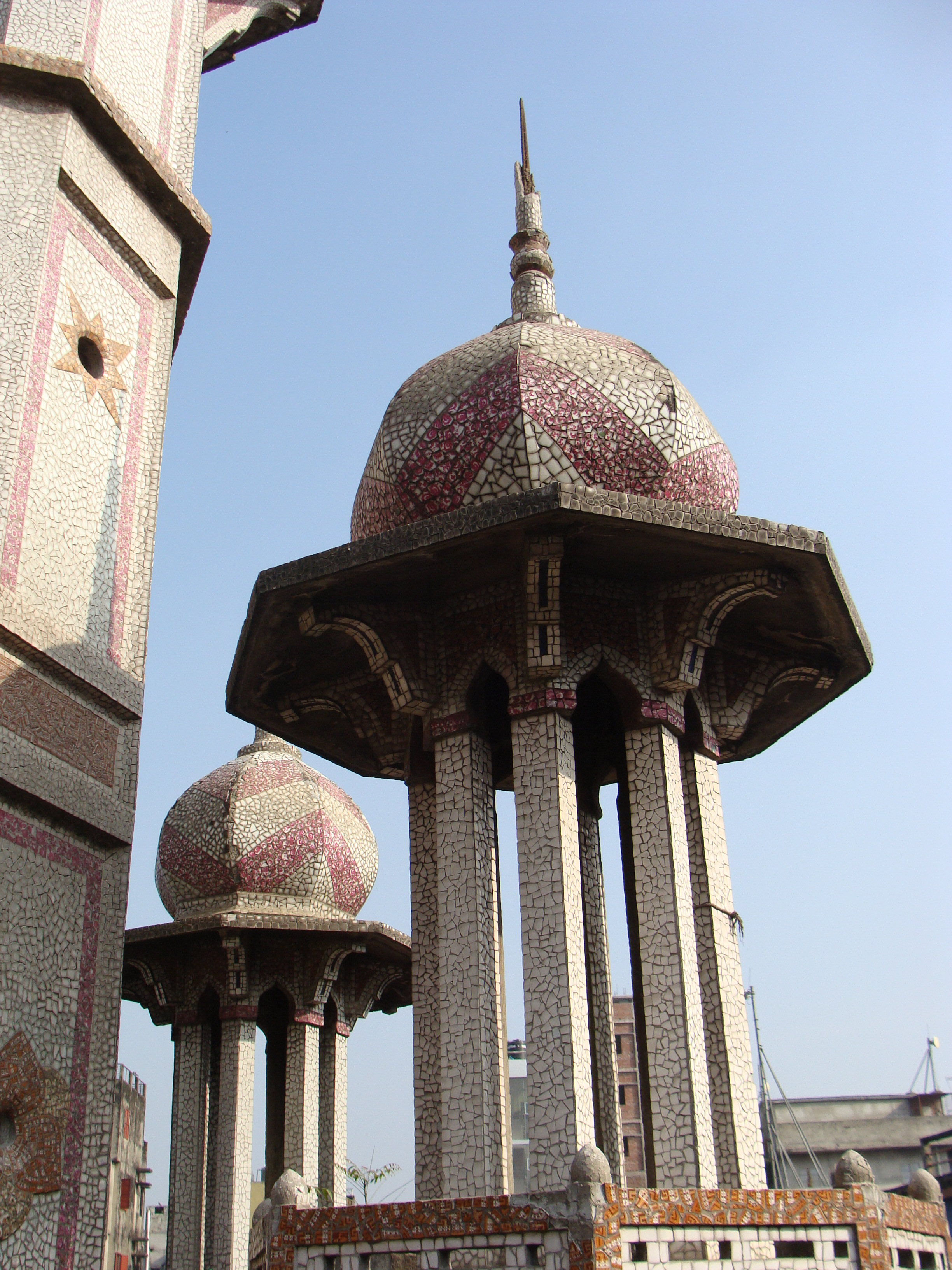
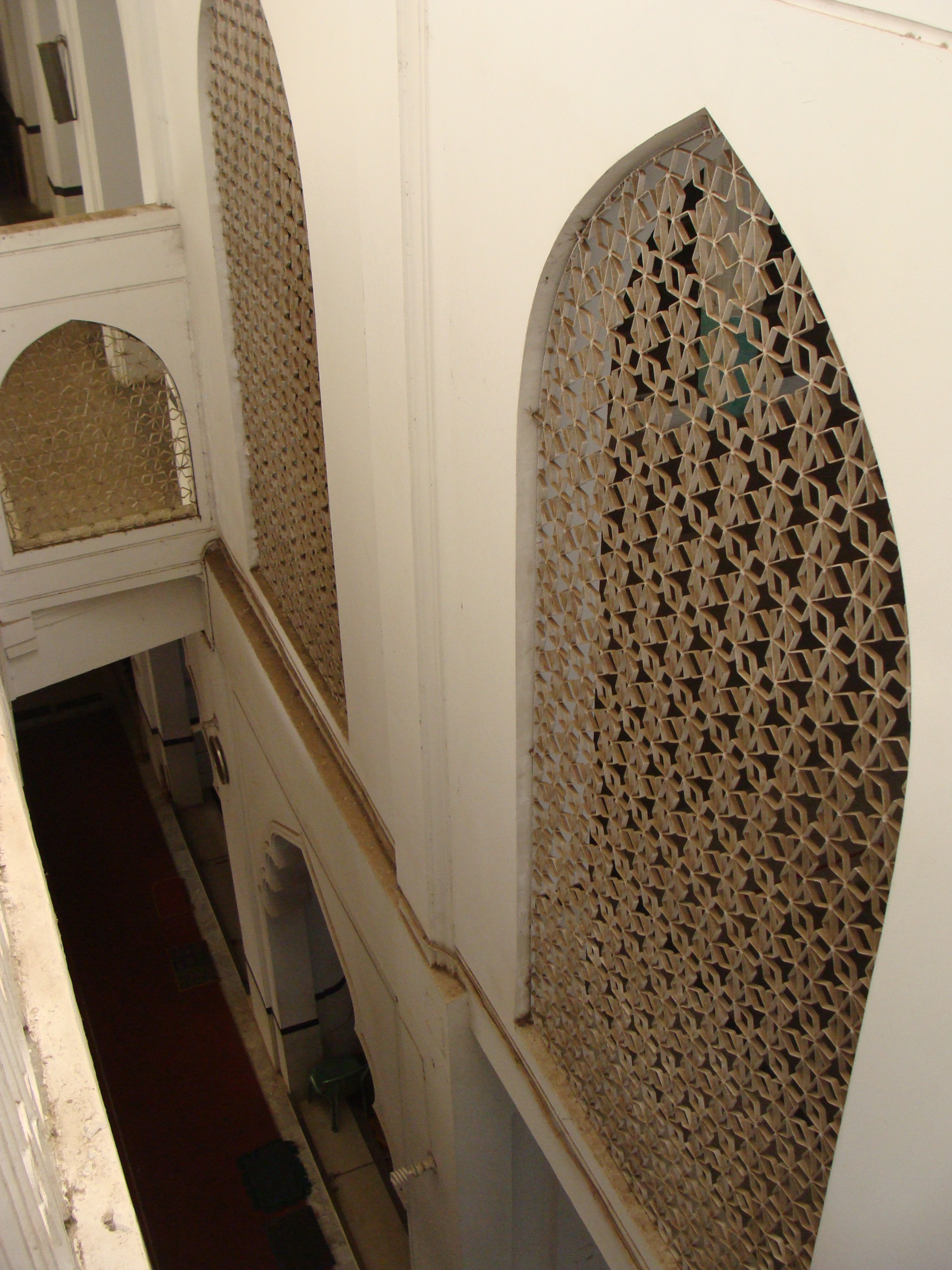
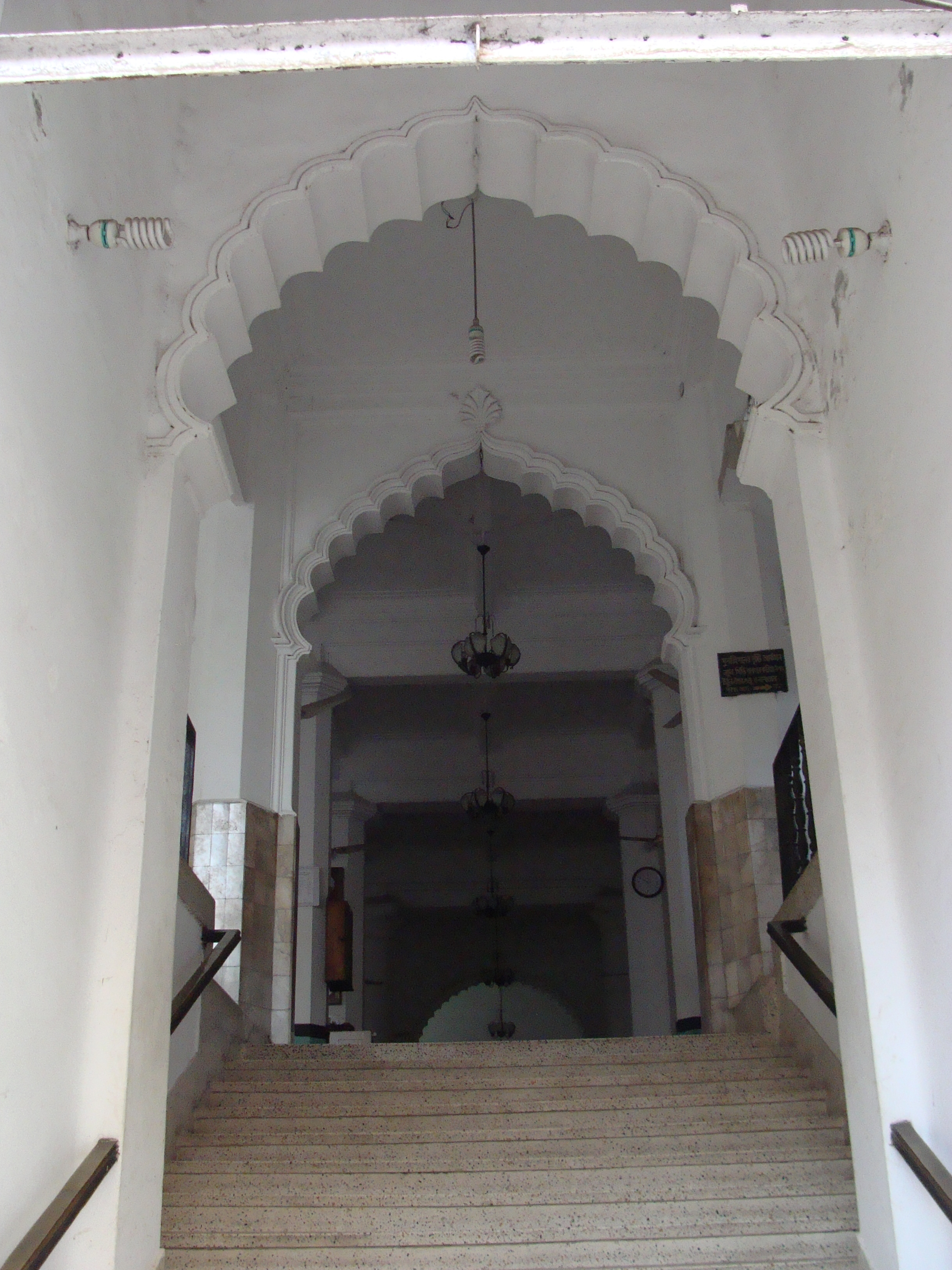
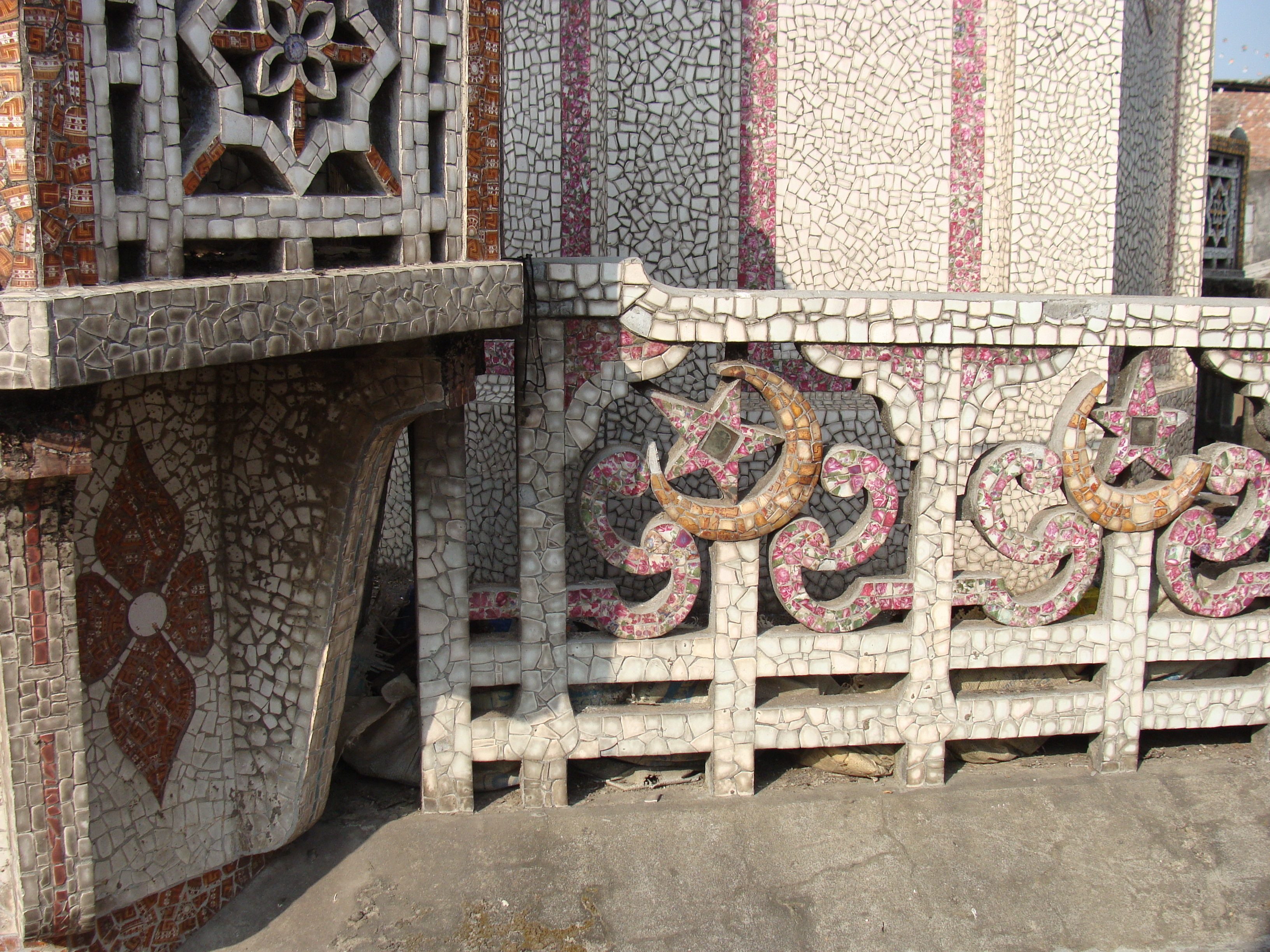